# Conseil départemental de la Corrèze
Le conseil départemental de la Corrèze est l'assemblée délibérante du département français de la Corrèze, collectivité territoriale décentralisée. Elle est composée de 38 membres et présidée par Pascal Coste (LR). Son siège se trouve à Tulle.

## Histoire
Créé en 1790, le département de la Corrèze est tout d'abord dirigé par un conseil général, puis par un directoire de 1793 à 1800, date à laquelle est de nouveau institué un conseil général. À partir de 1833, chaque canton est représenté par un conseiller général élu. À compter de 1982, la Corrèze comprend 37 cantons.
La loi du 17 mai 2013 modifie l'administration départementale en France et remplace à partir de 2015 les conseils généraux par des conseils départementaux. Le département de la Corrèze passe ainsi de 37 à 19 cantons, dans chacun desquels les électeurs élisent deux conseillers départementaux, un homme et une femme.
Les 38 conseillers départementaux élus lors des élections départementales des 22 et 29 mars 2015, entrent en fonction le 2 avril suivant, jour de leur première réunion.

## Exécutif

### Le président
Le président du conseil départemental de la Corrèze est Pascal Coste (LR) depuis le 2 avril 2015. Il succède à Gérard Bonnet, qui lui-même succédait à François Hollande.

### Les vice-présidents
| No | Identité               | Délégation                                                                                       | Qualité                                                                                                |
| -- | ---------------------- | ------------------------------------------------------------------------------------------------ | --- |
| 1  | Christophe Arfeuillère | Chargé du développement territorial, de la proximité et de l'évaluation des politiques publiques | Maire d'Ussel, conseiller départemental du canton d'Ussel                                              |
| 1  | Sandrine Maurin        | Chargé des solidarités sociales                                                                  | 2e Maire-adjointe de Brive-la-Gaillarde, conseillère départementale du canton de Brive-la-Gaillarde-3  |
| 2  | Christophe Petit       | Chargé des aides aux communes, de la vie associatives et des forêts                              | Maire de Lestards, conseiller départemental du canton du Plateau de Millevaches                        |
| 3  | Hélène Rome            | Chargé de l’agriculture, du numérique et des transports                                          | Conseillère municipale de Treignac, conseillère départementale du canton de Seilhac-Monédières         |
| 4  | Francis Comby          | Chargé des finances, des moyens généraux et de la santé                                          | Maire de Beyssenac, conseiller départemental du canton d'Uzerche                                       |
| 5  | Valérie Taurisson      | Chargé de l'éducation, des collèges et du patrimoine                                             | 1re Maire-adjointe de Brive-la-Gaillarde, conseillère départementale du canton de Brive-la-Gaillarde-1 |
| 6  | Jean-Marie Taguet      | Chargé des routes et des bâtiments départementaux                                                | 5e Maire-adjoint d'Égletons, conseiller départemental du canton d'Égletons                             |
| 7  | Patricia Buisson       | Chargé de la transition écologique                                                               | Conseillère municipale de Sainte-Féréole, conseillère départementale du canton d'Allassac              |
| 8  | Franck Peyret          | Chargé de la promotion du territoire et de la participation citoyenne                            | Conseiller municipal de Brive-la-Gaillarde, conseiller départemental du canton de Brive-la-Gaillarde-4 |

### Les conseillers départementaux délégués
| Identité                 | Délégation | Qualité |
| ------------------------ | --- | --- |
| Agnès Audeguil           | Déléguée au tourisme                                                                                                 | 1re Maire-adjointe de Marcillac-la-Croisille, conseillère départementale du canton d'Égletons              |
| Philippe Lescure         | Délégué à la culture                                                                                                 | 5e Maire-adjoint de Brive-la-Gaillarde, conseiller départemental du canton de Brive-la-Gaillarde-1         |
| Audrey Bartout           | Déléguée à l'enfance                                                                                                 | Conseillère municipale de Brive-la-Gaillarde, conseillère départementale du canton de Brive-la-Gaillarde-4 |
| Marilou Padilla-Ratelade | Déléguée aux personnes en situation de handicap, aux personnes âgées et aux Instances de Coordination de l'Autonomie | 4e Maire-adjointe d'Ussel, conseillère départementale du canton d'Ussel                                    |
| Ghislaine Dubost         | Déléguée aux ressources humaines                                                                                     | Maire déléguée de Beaulieu-sur-Dordogne, conseillère départementale du canton du Midi corrézien            |
| Rosine Chauffour-Robinet | Déléguée à l'habitat                                                                                                 | Conseillère municipale d'Uzerche, conseillère départementale du canton d'Uzerche                           |
| Jean-Jacques Lauga       | Délégué aux sports et à la jeunesse                                                                                  | Maire de Saint-Jal, conseiller départemental du canton de Seilhac-Monédières                               |
| Gérard Soler             | Délégué à l'emploi et à l'insertion                                                                                  | Maire de Cosnac, conseiller départemental du canton de Brive-la-Gaillarde-3                                |

## Les conseillers départementaux
Le Conseil départemental de la Corrèze comprend 38 conseillers départementaux issus des 19 cantons de la Corrèze.
| Conseil départemental de la Corrèze (2021-2028) | Conseil départemental de la Corrèze (2021-2028) | Conseil départemental de la Corrèze (2021-2028) | Conseil départemental de la Corrèze (2021-2028) | Conseil départemental de la Corrèze (2021-2028) | Conseil départemental de la Corrèze (2021-2028) |
| Parti                                           | Sigle                                           | Sigle                                           | Élus                                            | Groupes                                         | Président                                       |
| ----------------------------------------------- | ----------------------------------------------- | ----------------------------------------------- | ----------------------------------------------- | ----------------------------------------------- | ----------------------------------------------- |
| Majorité (28 sièges)                            |                                                 |                                                 |                                                 |                                                 |                                                 |
| Les Républicains                                |                                                 | LR                                              | 19                                              | Corrèze demain                                  | Christophe Arfeuillère (LR)                     |
| Divers droite                                   |                                                 | DVD                                             | 6                                               | Corrèze demain                                  | Christophe Arfeuillère (LR)                     |
| Union des démocrates et indépendants            |                                                 | UDI                                             | 1                                               | Corrèze demain                                  | Christophe Arfeuillère (LR)                     |
| La République en marche                         |                                                 | LREM                                            | 1                                               | Corrèze demain                                  | Christophe Arfeuillère (LR)                     |
| Mouvement démocrate                             |                                                 | MoDem                                           | 1                                               | Corrèze demain                                  | Christophe Arfeuillère (LR)                     |
| Oppositions (10 sièges)                         |                                                 |                                                 |                                                 |                                                 |                                                 |
| Divers gauche                                   |                                                 | DVG                                             | 7                                               | Corrèze à gauche                                | Bernard Combes (DVG)                            |
| Parti socialiste                                |                                                 | PS                                              | 3                                               | Corrèze à gauche                                | Bernard Combes (DVG)                            |
| Président du conseil départemental              |                                                 |                                                 |                                                 |                                                 |                                                 |
| Pascal Coste (LR)                               |                                                 |                                                 |                                                 |                                                 |                                                 |

## Budget

### Endettement
Avec un endettement de 345 millions d'euros, le département de la Corrèze est le plus endetté de France par habitant (1 379 euros par habitant).
À fin 2003, l’encours de la dette du conseil général de la Corrèze était de 77,6 millions d’euros. À fin 2008, cet endettement s’élevait à 289,9 millions d’euros.
À fin 2010, l'endettement du département est de 345,6 millions d'euros, ce qui en fait la collectivité départementale la plus endettée de France.
À fin 2011, l'endettement devrait atteindre 363 millions d'euros, malgré une dotation exceptionnelle de l'État de 11,5 millions d'euros.
Avec le changement de majorité en 2015, le conseil départemental engage une réduction de la dette dans les années qui suivent.
|                          | 2003 | 2004    | 2005    | 2006    | 2007    | 2008    | 2009    | 2010   | 2011   |
| Emprunts (M€)            | 34,9 | 36,5    | 52,0    | 62,2    | 72,0    | 47,0    |         |        |        |
| Encours (M€)             | 77,6 | 106,0   | 148,0   | 199,3   | 258,2   | 289,9   | 333,0   | 345,6  | 363    |
| Évolution de l'encours   | -    | +36,6 % | +39,6 % | +34,7 % | +29,6 % | +12,3 % | +14,9 % | +3,8 % | +5,0 % |
| Moyenne par habitant (€) | 333  | 456     | 625     | 841     | 1 087   | 1 206   | 1 329   | 1 374  |        |
| Moyenne par strate (€)   | 418  | 433     | 443     | 448     | 502     | 557     |         |        |        |

### Personnel
Au 1er janvier 2008, le Conseil départemental de la Corrèze employait 1 174 personnes, au 1er janvier 2012 celui-ci emploie 1 301 personnes[réf. nécessaire].

## Identité visuelle

Logo de la Corrèze de [Quand ?] à 2001.
Logo de la Corrèze (conseil général) de 2001 à 2015
Logo de la Corrèze (conseil départemental) depuis 2015.

Le logo du département a adopté depuis 2001 les couleurs grises des ardoises et le vert des feuilles de châtaignier ainsi qu'une maquette très controversée avec les deux « R » centraux censés symboliser le passé et l'avenir qui se tournent le dos.
Les trois feuilles de châtaignier représentent l'équilibre entre les trois arrondissements du département :
- Brive-la-Gaillarde,
- Tulle,
- Ussel.